# Lâu đài thành phố ở Banská Bystrica
Lâu đài thành phố ở Banská Bystrica (tiếng Slovakia: Mestský hrad v Banskej Bystrici) là một địa danh lịch sử và là biểu tượng của của thành phố Banská Bystrica, Slovakia. Ngày 18 tháng 5 năm 1955, lâu đài này được ghi danh vào Danh sách Di tích Trung ương. Năm 1970, theo Nghị quyết của Chính phủ SSR, lâu đài được công nhận là di tích văn hóa quốc gia.

## Lịch sử
Lâu đài thành phố được thành lập bên cạnh khu định cư khai thác mỏ với chức năng là bảo vệ số tiền thu được từ việc khai thác kim loại quý (đặc biệt là đồng và bạc) và bảo vệ kho bạc hoàng gia. Đại diện của nhà vua và giáo hội sống bên trong lâu đài. Hội đồng thành phố cũng tổ chức các cuộc họp ở đây.
Trong khuôn viên của lâu đài thành phố có một nhà thờ giáo xứ được xây dựng theo phong cách kiến trúc Romanesque, đó là nhà thờ Đức Mẹ Đồng trinh, hay còn được gọi là nhà thờ Slovak. Nhà thờ này được xây dựng vào nửa sau thế kỷ 13. Ngoài ra còn có tòa thị chính, các công sự bằng đá, pháo đài, và một số công trình khác.
Vào thế kỷ 16, lâu đài thành phố đã trải qua một số thay đổi về kiến trúc nên có diện mạo như ngày nay. Cụ thể là năm 1546 và giai đoạn 1564 - 1565, lâu đài được mở rộng và xây dựng lại đáng kể.